# Typhloglomeris fiumarana
Typhloglomeris fiumarana är en mångfotingart som beskrevs av Karl Wilhelm Verhoeff 1899. Typhloglomeris fiumarana ingår i släktet Typhloglomeris och familjen Glomeridellidae. Inga underarter finns listade i Catalogue of Life.